# Yavuz Selekman
İsmail Yavuz Selekman (ur. 15 lutego 1937 w Stambule, zm. 8 marca 2004 tamże) – turecki zapaśnik walczący w stylu klasycznym. Olimpijczyk z Tokio 1964, gdzie odpadł w eliminacjach w kategorii 87 kg, aktor, 
Brązowy medalista mistrzostw świata w 1961 i 1962. Triumfator igrzysk śródziemnomorskich w 1963 roku.